# Batu Cã
Batu, também conhecido como Saim Cã (lit. "Bom Cã") ou Czar Batu, ou Batu Khan, foi o fundador do Canato da Horda Azul (Horda Dourada) após a morte de seu pai Jochi, reinando de 1225 a 1255.

## Vida
Batu era o segundo filho de Jochi, o filho mais velho de Gêngis Cã (r. 1206–1227), e sua mãe Oqui, filha de Alchi Noiã. Embora tivesse um irmão mais velho, Orda, sucedeu seu pai por ordem de Gêngis. Em 1229, esteve presente no curiltai (reunião) que elegeu Oguedai Cã (r. 1229–1241). Em 1235, Oguedai confiou-lhe o fim da conquista da estepe ocidental que antes foi confiada a Jochi. Na primavera de 1236, Batu e outros príncipes gengiscânidas partiram contra os quipechaques, russos e demais povos vizinhos. Por vontade de seu avô falecido, os filhos de Jochi deviam herdar todas as terras capturadas na expedição, do Volga à Hungria, o que fez de Batu o maior senhor mongol depois de Oguedai. Na primavera de 1238, iniciou um cerco de dois meses contra a cidade de Cozelsque.
Por outro lado, seus primos Buri e Cadã conseguiram tomar outra cidade num cerco de poucos dias. Segundo a A História Secreta dos Mongóis, os sucessos deles, e os de seu tio Guiuque, causaram ressentimento. Em certo banquete, diz ela, Batu, por sua senioridade, esperava receber uma porção maior, mas foi servido após Buri, Guiuque e Hargasum Noiã, que ainda o ridicularizaram como um fraco efeminado. Batu apelou a Oguedai, que em audiência com Guiuque repreendeu-o severamente e enviou-o com Hargasum a Batu para o devido julgamento. Outras fontes confirmam o fato, mas afirmam que o príncipe não retornou à Mongólia durante o restante da vida de Oguedai. Seja como for, a campanha prosseguiu e os mongóis alcançaram a Hungria, onde ocorreu a indecisiva Batalha de Mohi de 11 de abril de 1241.
Após a morte de Oguedai em 11 de dezembro, abandonou a campanha e retornou para junto do Volga, onde fez sua base. Por essa época, foi afligido com gota e declarou estar incapacitado para participar de um curultai para eleger o sucessor do falecido. A partir desse momento, serviu como uma espécie de vice-rei sobre a porção ocidental do Império Mongol, lidando com os príncipes russos, nomeando governadores jochidas na Pérsia e recebendo audiências no Cáucaso. Embora nunca tenha desafiado aberta a autoridade de seu tio Guiuque, que assume o trono em 24 de agosto de 1246, a suspeita mútua deles aumentou com o tempo, sobretudo após a substituição, por parte de Guiuque, de governadores de Batu no Cáucaso e Pérsia. Em 1248, Guiuque começou a marchar para oeste, possivelmente para fazer campanha no Oriente Médio, mas Sorcaquetani, esposa do falecido Tolui Cã, notificou Batu que, na verdade, ele era o alvo. Guiuque, no entanto, faleceu repentinamente em abril, o que evitou uma guerra civil.
Na regência da viúva Ogul Caimis (r. 1248–1251), Batu chamou um curiltai especial em seu território no qual estiveram representantes menores dos gengiscânidas. Nele, propôs elevar seu primo Mangu, filho mais velho de Tolui, e encabeçou a revolução que resultou no expurgo de príncipes rivais dos oguedaidas e chagataídas. Quando Mangu foi eleito em julho de 1251, Batu exigiu a custódia de Buri e Eljiguidei, que foram mortos. No reinado de Mangu, o seu poder alcançou seu zênite, embora tenha colaborado estreitamente com ele, permitindo que seus recenseadores operassem livremente e enviado-lhe emissários estrangeiros, como Guilherme de Rubruquis. Batu enviou uma grande delegação jochida para ajudar Hulegu em suas campanhas no Oriente Médio. Com sua morte em 1255, Mangu nomeou seu filho Sartaque (r. 1255–1256) como sucessor.